# Betteleiche (Schwarzenhasel)
Die Betteleiche ist eine etwa 400 Jahre alte Stieleiche an der Grenze der Gemarkungen von Bebra und Rotenburg an der Fulda. Sie steht in 350 m über NN an der historischen Franzosenstraße noch auf Bebraer Stadtgebiet, doch die nächste Siedlung ist der Rotenburger Ortsteil Schwarzenhasel.
Der 27 (nach anderen Angaben 22) Meter hohe Baum hat einen Kronendurchmesser von 15 Metern; der Brusthöhenumfang betrug 2019 6,08 Meter. Bis auf einen großen Rindendefekt infolge eines Astabbruchs ist der Stamm komplett geschlossen. In der Krone sind auch Hohlstellen vorhanden, insgesamt aber ist der Baum vital.